# Włodzimierz Wala
Włodzimierz Karol Wala (ur. 12 sierpnia 1941) – polski brydżysta, Arcymistrz Międzynarodowy (PZBS), Seniors Master (WBF), European Master, European Champion w kategorii Seniorów (EBL), zawodnik TS Wisła Kraków.
Od roku 2008 pełni funkcję niegrającego kapitana reprezentacji Polski seniorów.

## Wyniki brydżowe

### Zawody krajowe
W krajowych zawodach zdobył następujące lokaty:
| Drużynowe mistrzostwa Polski | Drużynowe mistrzostwa Polski | Drużynowe mistrzostwa Polski |
| Sezon                        | Drużyna                      | Pozycja                      |
| ---------------------------- | ---------------------------- | ---------------------------- |
| 1993                         | Wisła Kraków                 | 3                            |
| 1992/93                      | Wisła Kraków                 | 2                            |
| 1990/91                      | Wisła Kraków                 | 2                            |
| 1989/90                      | Wisła Kraków                 | 1                            |
| 1981/82                      | Wisła Kraków                 | 3                            |
| 1979/80                      | Wisła Kraków                 | 3                            |
| 1977                         | Wisła Kraków                 | 2                            |
| 1974                         | Wisła Kraków                 | 1                            |
| 1973                         | Wisła Kraków                 | 3                            |
| 1971                         | Wisła Kraków                 | 1                            |
| 1969                         | Wisła Kraków                 | 1                            |
| 1968                         | Wisła Kraków                 | 2                            |

### Zawody światowe
W światowych zawodach zdobył następujące lokaty:
| Zawody Światowe. Konkurencja teamów | Zawody Światowe. Konkurencja teamów | Zawody Światowe. Konkurencja teamów | Zawody Światowe. Konkurencja teamów | Zawody Światowe. Konkurencja teamów | Zawody Światowe. Konkurencja teamów |
| Rok                                 | Miejsce                             | Zawody                              | Kategoria                           | Drużyna                             | Pozycja                             |
| ----------------------------------- | ----------------------------------- | ----------------------------------- | ----------------------------------- | ----------------------------------- | ----------------------------------- |
| 2001                                | Paryż                               | 35. Mistrzostwa Świata Teamów       | Trans                               | Stobiecki                           | 51                                  |
| 2001                                | Paryż                               | 35. Mistrzostwa Świata Teamów       | Seniorzy                            | Poland                              | 2                                   |
| 1998                                | Lille                               | 10. Mistrzostwa Świata              | Seniorzy                            | Van Escote                          | 15                                  |

### Zawody europejskie
W europejskich zawodach zdobył następujące lokaty:
| Zawody europejskie. Konkurencja teamów | Zawody europejskie. Konkurencja teamów | Zawody europejskie. Konkurencja teamów | Zawody europejskie. Konkurencja teamów | Zawody europejskie. Konkurencja teamów | Zawody europejskie. Konkurencja teamów |
| Rok                                    | Miejsce                                | Zawody                                 | Kategoria                              | Drużyna                                | Pozycja                                |
| -------------------------------------- | -------------------------------------- | -------------------------------------- | -------------------------------------- | -------------------------------------- | -------------------------------------- |
| 2011                                   | Poznań                                 | 5. Otwarte Mistrzostwa Europy          | Seniorzy                               | Kutner                                 | 3                                      |
| 2009                                   | San Remo                               | 4. Otwarte Mistrzostwa Europy          | Seniorzy                               | Goraco                                 | 3                                      |
| 2003                                   | Mentona                                | 1. Otwarte Mistrzostwa Europy          | Seniorzy                               | Szenberg                               | 21                                     |
| 2002                                   | Salsomaggiore                          | 46. Mistrzostwa Europy Teamów          | Seniorzy                               | Poland                                 | 5                                      |
| 2001                                   | Teneryfa                               | 45. Mistrzostwa Europy Teamów          | Seniorzy                               | Poland 1                               | 1                                      |

| Zawody europejskie. Konkurencja par | Zawody europejskie. Konkurencja par | Zawody europejskie. Konkurencja par | Zawody europejskie. Konkurencja par | Zawody europejskie. Konkurencja par | Zawody europejskie. Konkurencja par |
| Rok                                 | Miejsce                             | Zawody                              | Kategoria                           | Partner                             | Pozycja                             |
| ----------------------------------- | ----------------------------------- | ----------------------------------- | ----------------------------------- | ----------------------------------- | ----------------------------------- |
| 2017                                | Montecatini                         | 8. Otwarte Mistrzostwa Europy       | Seniorzy                            | Jerzy Michałek                      | 3                                   |
| 2009                                | San Remo                            | 4. Otwarte Mistrzostwa Europy       | Seniorzy                            | Roman Kierznowski                   | 13                                  |
| 2003                                | Mentona                             | 1. Otwarte Mistrzostwa Europy       | Seniorzy                            | Stefan Szenberg                     | 12                                  |
| 2001                                | Sorento                             | 11. Mistrzostwa Europy Par          | Seniorzy                            | Georges Jauniaux                    | 15                                  |
| 1999                                | Warszawa                            | 10. Mistrzostwa Europy Par          | Seniorzy                            | Georges Jauniaux                    | 33                                  |
| 1989                                | Salsomaggiore                       | 5. Mistrzostwa Europy Par           | Open                                | Andrzej Marczykiewicz               | 45                                  |
| 1987                                | Paryż                               | 4. Mistrzostwa Europy Par           | Open                                | Andrzej Marczykiewicz               | 26                                  |